# مونوکروتوفوس
مونوکروتوفوس (به انگلیسی: Monocrotophos) با فرمول شیمیایی C7H14NO5P یک ترکیب شیمیایی با شناسه پاب‌کم 92796 است. که جرم مولی آن ۲۲۳٫۲ گرم بر مول می‌باشد. 